# Kałtki

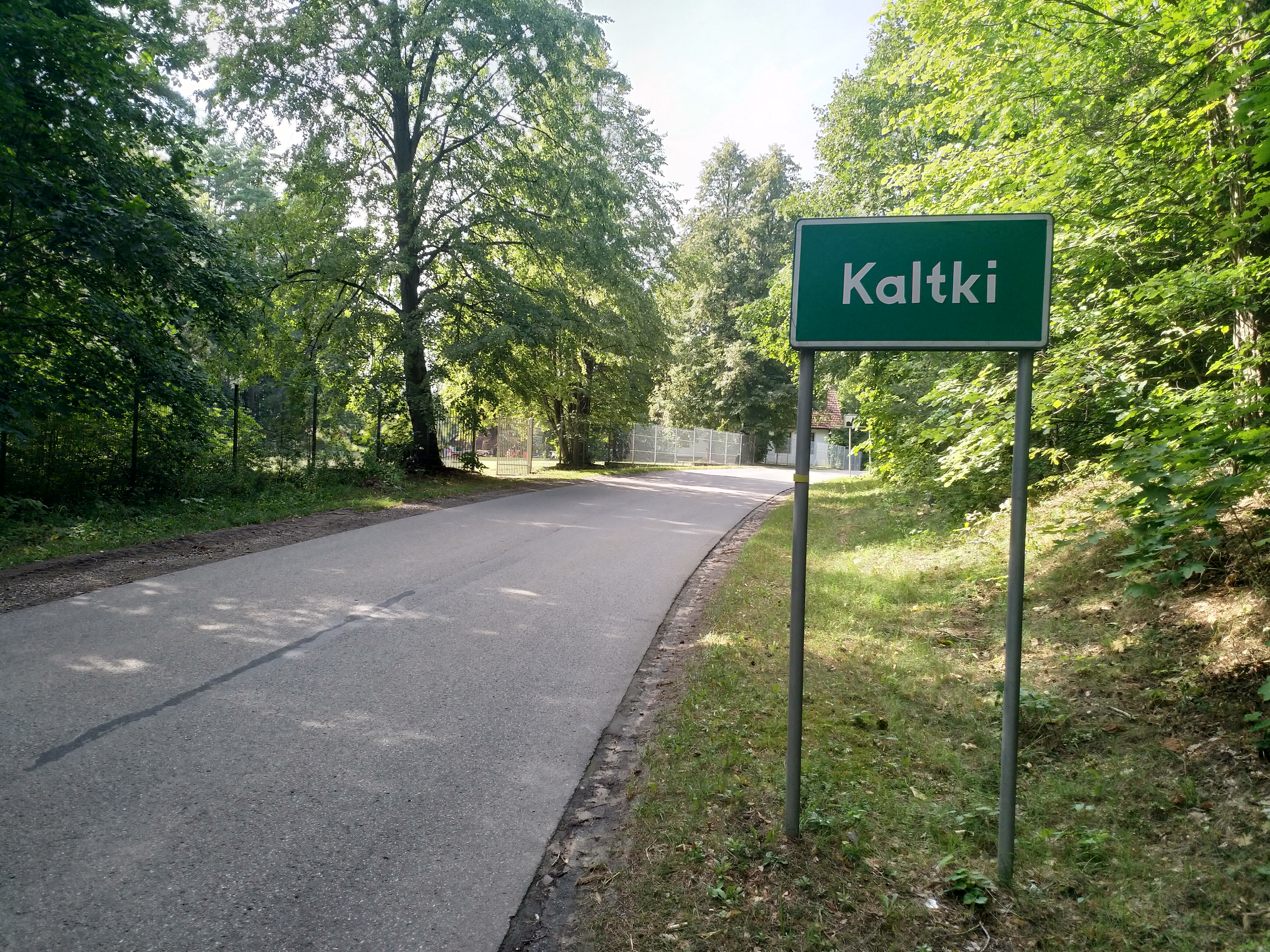
Kałtki (2024)

Kałtki (deutsch Kaltken, 1938 bis 1945 Kalthagen) ist ein kleines Dorf in der polnischen Woiwodschaft Ermland-Masuren, das zur Gmina Stare Juchy (Landgemeinde (Alt) Jucha, 1938 bis 1945 Fließdorf) im Powiat Ełcki (Kreis Lyck) gehört.

## Geographische Lage
Kałtki liegt am Westufer des Henselewo-Sees (1938 bis 1945 Hänselsee, polnisch Jezioro Jędzelewo) in der östlichen Woiwodschaft Ermland-Masuren, 19 Kilometer nordwestlich der Kreisstadt Ełk (deutsch Lyck).

## Geschichte
Der kleine nach 1785 Kaltcken, bis 1938 Kaltken genannte Ort wurde im Jahre 1480 gegründet.
Im Jahr 1874 wurde Kaltken in den Amtsbezirk Orzechowen (polnisch: Orzechowo) eingegliedert, wechselte nach 1898 in den Amtsbezirk Neu Jucha, der ab 1929 in den Amtsbezirk Jucha wechselte, der seinerseits von 1939 bis 1945 in „Amtsbezirk Fließdorf“ umbenannt wurde. Damit gehörte das Dorf bis 1945 zum Kreis Lyck im Regierungsbezirk Gumbinnen (ab 1905: Regierungsbezirk Allenstein) in der preußischen Provinz Ostpreußen.
Im Jahr 1910 zählte Kaltken 196 Einwohner, im Jahr 1933 waren es noch 170.
Aufgrund der Bestimmungen des Versailler Vertrags stimmte die Bevölkerung im Abstimmungsgebiet Allenstein, zu dem Kaltken gehörte, am 11. Juli 1920 über die weitere staatliche Zugehörigkeit zu Ostpreußen (und damit zu Deutschland) oder den Anschluss an Polen ab. In Kaltken stimmten 120 Einwohner für den Verbleib bei Ostpreußen, auf Polen entfielen keine Stimmen.
Am 18. August 1938 wurde Kaltken in „Kalthagen“ umbenannt. Die Einwohnerzahl belief sich 1939 auf 169.
In Kriegsfolge kam 1945 das gesamte südliche Ostpreußen und mit ihm auch Kaltken resp. Kalthagen zu Polen. Der Ort erhielt die polnische Namensform „Kałtki“. Heute ist er Sitz eines Schulzenamtes (polnisch Sołectwo) und somit eine Ortschaft innerhalb der Landgemeinde Stare Juchy ((Alt) Jucha, 1938 bis 1945 Fließdorf) im Powiat Ełcki (Kreis Lyck), bis 1998 der Woiwodschaft Suwałki, seither der Woiwodschaft Ermland-Masuren zugeordnet.

## Religionen
Bis 1945 war Kaltken in die evangelische Kirche Jucha (Fließdorf) in der Kirchenprovinz Ostpreußen der Kirche der Altpreußischen Union sowie in die römisch-katholische Kirche Lyck (polnisch Ełk) im Bistum Ermland eingepfarrt.
Heute gehört Kałtki katholischerseits zur Pfarrei Stare Juchy im Bistum Ełk der Römisch-katholischen Kirche in Polen. Die evangelischen Einwohner halten sich zur Kirchengemeinde in der Kreisstadt Ełk, einer Filialgemeinde der Pfarrei Pisz (deutsch Johannisburg) in der Diözese Masuren der Evangelisch-Augsburgischen Kirche in Polen.

## Verkehr
Kałtki liegt an einer Nebenstraße, die von Straduny (Stradaunen) an der polnischen Landesstraße 65 (einstige deutsche Reichsstraße 132) kommend über Stare Juchy bis nach Wydminy (Widminnen) führt. Eine Bahnanbindung besteht nicht.